# 루키우스 아이밀리우스 파울루스

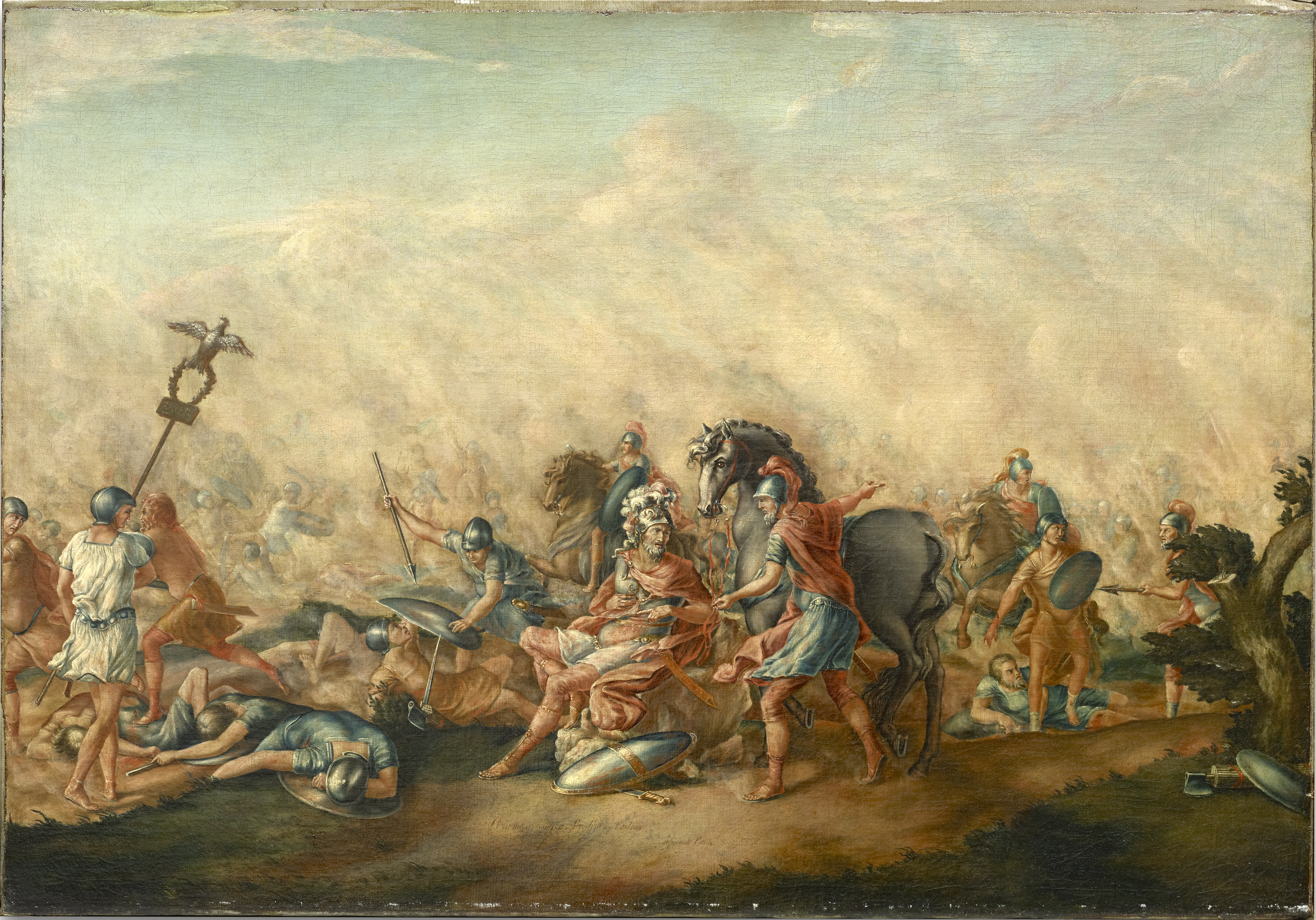
『집정관 파울루스의 최후』（존 트럼불, 1773년）

루키우스 아이밀리우스 파울루스(Lucius Aemilius Paullus ? - 기원전 216년 8월 2일)는 로마 공화정의 정치가, 장군이다. 기원전 219년과 기원전 216년 두 차례 집정관 직에 올랐다. 루키우스 아이밀리우스 파울루스 마케도니쿠스의 친부이기도 하다.

## 생애
파울루스는 기원전 219년에 마르쿠스 리비우스 살리나토르와 함께 집정관에 선출되었고, 그해의 제2차 일리리아 전쟁에서 파로스의 데메토리우스에게 패배했다. 제2차 포에니 전쟁 중인 기원전 216년, 파울루스는 가이우스 테렌티우스 바로와 함께 두 번째 집정관으로 선출되었다. 같은 해 8월 2일, 칸나에 전투에서 한니발이 이끄는 카르타고 군에 대패하면서 파울루스는 전사했다.
파울루스의 딸, 아이밀리아 테루티아(아이밀리아 파울라)는 스키피오 아프리카누스의 아내이다.
카디즈의 청동판 비문에는 다음과 같이 기록되어 있다.
루키우스의 아들, 최고 사령관 루키우스 아이밀리우스는 라스쿠타 타워에 거주하는 하스타 족의 예속 농민들의 석방을 결정했다. 그들은 당시에 자신이 가지고 있던 토지와 요새의 소유를 인정하고 로마 민중과 원로원이 원하는 만큼 그들을 간직 할 수 있다. 1월 12일 진영에서 결정했다.